# Pongyi thaing
Pongyi thaing (barmština: ဘုန်းကြီး သိုင်း) je bojové umění z Myanmaru vytvořené mnichem Oopali v 9. století. Jeho základ je v hinduisticko-buddhistickém principu nenásilí a neútočení. Proto není jeho cílem způsobit maximální škodu, ale jednoduše se bránit. Slovo pongyi znamená mnich a thaing je výraz pro barmská bojová umění.
Pongyi thaing je jednotný systém rozvoje těla, mysli a ducha k dosažení harmonie se sebou samým, s ostatními a s přírodou. Styl je obecně založen na úrovní emoční kontroly během souboje. Úrovně emočního klidu určují schopnost akce a reakce.